# Five Miles Out
Five Miles Out es el séptimo álbum del multiintrumentista, compositor y productor inglés Mike Oldfield, producido por el mismo y publicado por Virgin Records en 1982. El álbum llegó al puesto 164 de Billboard en los Estados Unidos en 1982. A su vez, el sencillo "Family Man" fue versionado por el grupo Hall & Oates.

## Título
En el libro "Changeling: The Autobiography", Mike Oldfield explica que la expresión "Five Miles Out", la cual significa "Cinco Millas a la Distancia", se utiliza para referirse a cualquier campo de aterrizaje.

## Canciones
Todas las canciones compuestas por Mike Oldfield, excepto las indicadas:
- "Taurus II" - 24:49.
- "Family Man" (Mike Oldfield/Maggie Reilly/Tim Cross/Rick Fenn/Mike Frye/Morris Pert) - 3:45.
- "Orabidoo" (Mike Oldfield/Maggie Reilly/Tim Cross/Rick Fenn/Mike Frye/Morris Pert) - 13:02.
- "Mount Teidi" - 4:10.
- "Five Miles Out" - 4:17.

## Músicos
- Mike Oldfield: Guitarras, teclados, bajo y voces.
- Maggie Reilly: Voces.
- Tim Cross: Teclados.
- Rick Fenn: Guitarras.
- Morris Pert: Teclados y percusión.
- Mike Frye: Percusión.
- Paddy Moloney: Gaitas en "Orabidoo".
- Carl Palmer: Percusión en "Mount Teidi".
- Graham Broad: Batería en "Five Miles Out".